# Šakotis

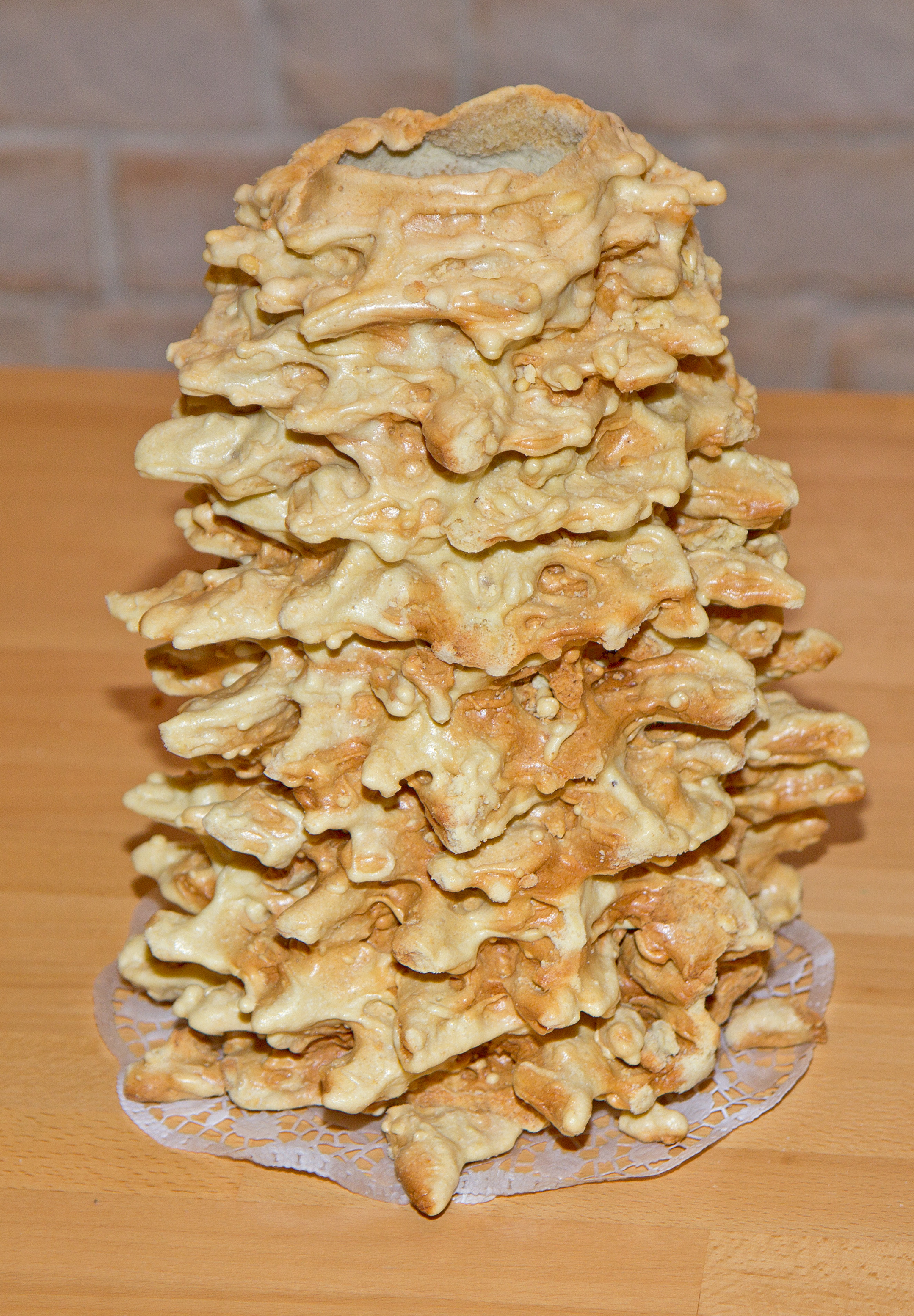
Litauischer šakotis

Der in Litauen šakotis und in Polen sękacz genannte Kuchen ist ein Gebäck, das dem deutschen Baumkuchen ähnelt.
Der Kuchen bürgerte sich während der polnisch-litauischen Union (1569–1791) ein. Seine Ursprünge werden entweder Polens italienischer Königin Bona Sforza oder dem baltischen Stamm der Jatwinger zugeschrieben. Die Jatwinger siedelten im Früh- und Hochmittelalter in Podlachien, während Bona Sforza dort Landwirtschaft, Infrastruktur und Manufakturwesen reformierte.

## Herstellung und Haltbarkeit
Im Geschmack ist Šakotis nur ganz leicht süß; frisch ist er recht weich in der Konsistenz. Je mehr Eier für einen Šakotis verwendet wurden, desto knuspriger wird er auch. Normalerweise verwendet man etwa 30–50 Eier pro Kilogramm Mehl. Hinzu kommen noch Margarine oder Butter, Zucker oder Honig und Schmand. Zuerst wird Butter oder Margarine mit Zucker gut verrührt. Dann folgen Eier, Mehl und Schmand. Die Masse wird dann nicht mehr gerührt, sondern, wie Eier, verquirlt. Der Kuchen wird in der Regel etwa 45 Minuten gebacken, danach wird er in die entsprechende Größe geschnitten.
Šakotis ist trockener als Baumkuchen. Er kann mit Schokolade oder Blumenornamenten dekoriert werden, wird aber oft auch pur serviert. Er ist eines der wichtigsten Desserts für litauische Feierlichkeiten, vor allem bei Hochzeiten und Geburtstagen. Es gibt ihn in allen möglichen Größen und Gewichtsklassen: von kleinen mit 600–1000 g bis hin zu ganz großen, die auch 10 kg wiegen können. Da die Herstellung des Šakotis aufwendig ist, kostet der Kuchen entsprechend viel. Zuhause kann man den Kuchen nicht herstellen; es sei denn, man baut sich einen entsprechenden Ofen. Polnischer und litauischer Baumkuchen weist spezifische Teigstacheln auf. Auf die markante Oberfläche Bezug nimmt der litauische Name „šakotis“, der mit „Ast“ übersetzt werden kann. Die Herstellung des Kuchens erfolgt durch schichtweises Streichen von Bierteig auf einen Spieß, der in einem speziellen Ofen rotiert. Die Stacheln bzw. Äste entstehen beim Abtropfen und Erstarren (durch die Hitze) des Teigs während der langsamen Drehung. Der abgetropfte Teig wird dann mit einer Kelle aus einem Auffangbehälter geschöpft und wieder auf den Kuchen gestrichen. An einem Querschnitt des Šakotis kann man deutlich die einzelnen Schichten sehen.
Ohne den Zusatz von Konservierungsstoffen hält sich Šakotis teilweise zwei bis sechs Monate frisch. Bei der Lagerung sollte man beachten, dass der Kuchen sehr schnell Gerüche aus der Umgebung aufnimmt, seien es Küchengerüche oder gar Parfüm. Daher sollte man den Baumkuchen trocken und gut verschlossen lagern.

## Šakotis als Repräsentant
Šakotis war die ausgewählte Süßigkeit zur Repräsentation Litauens bei der Café-Europa-Initiative, die während der österreichischen EU-Ratspräsidentschaft am Europatag 2006 stattfand.